# Syndicat national de l'équipement des grandes cuisines

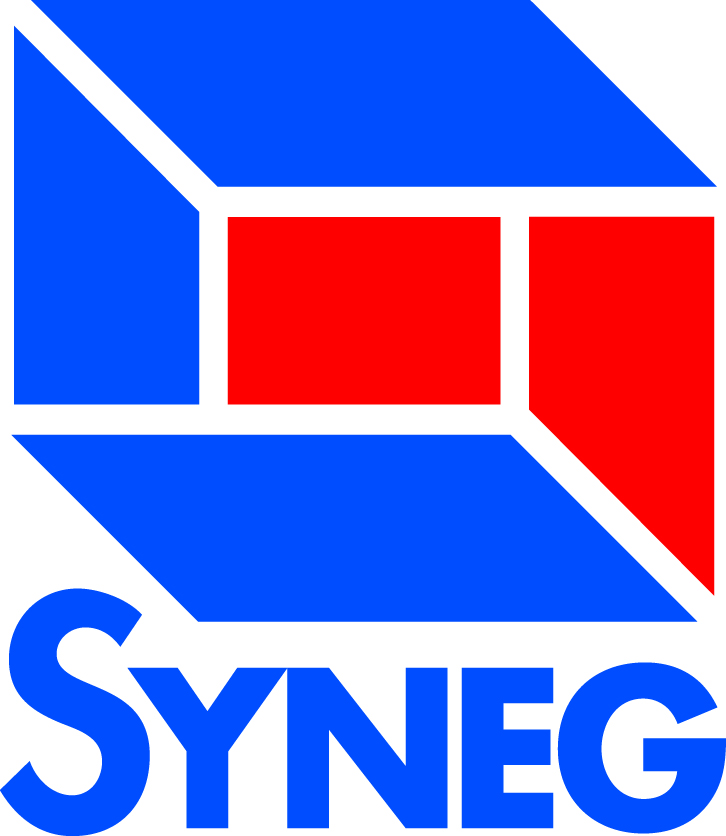

Le Syndicat national de l’équipement des grandes cuisines (SYNEG) est un syndicat industriel créé en 1973. Il regroupe et représente les industriels des équipements de cuisine professionnelle et de blanchisserie.

## Missions
Le SYNEG a pour missions de développer la profession des équipementiers de grandes cuisines et de blanchisserie en menant des actions de promotion des métiers et des entreprises. Il représente la profession auprès des pouvoirs publics, des décideurs économiques, des médias et des autres organisations professionnelles de la filière. Il propose des services à ses adhérents, comme l'organisation d'achats groupés par exemple.
En 2014, la charte professionnelle du SYNEG adopte les principes de la responsabilité sociétale des entreprises (RSE).
Le SYNEG est déclaré auprès de la Haute autorité pour la transparence de la vie publique (HATVP) au répertoire des représentants d’intérêts.

## Organisation

### Composition
Le SYNEG regroupe une soixantaine de fabricants français et internationaux d’équipements pour la restauration hors-domicile dans une douzaine de métiers : préparation, cuisson, réfrigération, ventilation, manutention, distribution, bars, offices, conservation du vin, laverie, blanchisserie, traitement de l’eau et des déchets. Il revendique une représentativité de 80% du chiffre d'affaires de ce secteur professionnel estimé à 605 millions d'euros en 2014.
En 2019, une branche blanchisserie rejoint le syndicat, avec cinq nouveaux adhérents.

### Organisation
Le financement du SYNEG provient des cotisations de ses membres.
Le syndicat est affilié à la fédération des industries mécaniques (FIM). En Europe, il est membre fondateur de la fédération européenne de l’industrie des équipements de cuisines professionnelles (EFCEM). 
Le SYNEG est présidé par Pierre Marcel depuis 2020, ayant succédé à Jean-Michel Soto, président pendant un an. Son délégué général est André-Pierre Doucet.